# Lima (ferromodelismo)
A Lima (Lavoarazione Italiana Metalli e Affini), foi uma empresa italiana fabricante de artigos para ferromodelismo. Fundada no ano de 1946 com sede em Vicenza, atuou por cerca de 50 anos até o encerramento das atividades em 2004, quando foi adquirida pela Hornby por € 8 milhões, tendo permanecido apenas como marca.

## Histórico
A Lima, foi fundada logo depois da Segunda Guerra Mundial, em 1946 para fornecer peças de alumínio fundido para reconstruir os carros e vagões da Ferrovie dello Stato (FS) que foram danificados na guerra. Em 1948, quando a "FS" já era capaz de produzir suas próprias peças de alumínio, a Lima começou a produzir brinquedos de alumínio, como: modelos de barcos e carros, além de acessórios para bonecas. Em 1954, Ottorino Bisazza comprou a Lima e iniciou a produção de modelos de trens de plástico a preços bem acessíveis. Naturalmente, esses trens eram bem simples e não tinham nenhum compromisso de fidelidade aos trens dos quais se originavam.
Já ao final da década de 1950, a Lima era um dos grandes fabricantes de ferromodelismo europeu. Os modelos da Lima era uma alternativa "boa e barata" aos de outros fabricantes. Nos seus primeiros anos, a Lima reproduzia apenas modelos italianos. A partir de 1962, a Lima internacionalizou sua produção, incluindo nela modelos de trens franceses, belgas, holandeses e alemães, chegando a forçar a retirada do mercado de alguns fabricantes alemães, como: a Bub, a Dressler e a Distler.
Dez anos mais tarde, a Lima era uma das maiores fabricantes de ferromodelismo do mundo, atingindo mercados como o dos Estados Unidos, o da Austrália e da África do Sul. Em 1977, a Lima mudou por completo o mercado britânico, introduzindo as escalas HO e OO, torando-se uma das líderes de mercado na Grã-Bretanha. A capacidade de produção da moderna fábrica em Isola Vicentina, chegou a 10.000 locomotivas e 30.000 vagões por dia, em 1978, segundo a Ferrovie Italmodel, Nº 218 de agosto de 1978.
Na Europa continental, a partir de 1982, a Lima alterou sua produção para modelos de mais qualidade. Em 1989, sob a marca "Lima-Nova", foram introduzidos engates mais curtos, carros mais detalhados e na escala correta, eixos cardã, entre outros itens, tudo isso sem abandonar os modelos antigos que passaram a ser incluídos nos kits de iniciantes. Na segunda metade da década de 1990, a Lima assumiu o controle da Rivarossi, da Jouef e da Arnold, permanecendo apenas as respectivas marcas. Eventualmente, a marca "Jouef" foi retirada do mercado. Em 2004, a Lima parou a produção e entrou em concordata. Os moldes e as marcas foram adquiridos pela fabricante britânica "Hornby", que começou a produzir modelos com a marca "Lima" no início de 2006, na China.